# Helton Dos Reis
Helton Dos Reis, né le 1er mai 1988 à Lyon, est un footballeur français d'origine cap-verdienne évoluant à Jeddah Club, en deuxième division saoudienne. Il a évolué en tant qu'attaquant, mais a été repositionné arrière droit.

## Biographie
Natif de Lyon, Helton Dos Reis fait ses premières gammes de footballeur à l’AS Duchère avant de poursuivre sa formation au CASCOL Oullins jusqu’à l’âge de 15 ans. Ensuite, il intègre le centre de formation du FC Gueugnon. Il gravit les échelons et poursuit sa progression, de la catégorie des 18 ans jusqu’au groupe professionnel qu’il intègre en début d’année 2008 sous la direction d’Alex Dupont. 
Il fait ses grands débuts en pro, le 15 février 2008, face au Havre. Ses débuts sont convaincants puisque ce jeune attaquant enchaîne une dizaine de matches en tant que titulaire. Il inscrit son premier but face à Angers, le 15 avril 2008.
En fin de contrat, Helton signe un contrat de trois saisons à l'ASSE et embarque avec la troupe stéphanoise pour la tournée sur l’île de La Réunion. Entré en seconde mi-temps lors du match amical face à une sélection réunionnaise, il signe un doublé pour ses débuts sous le maillot vert. Son jeu se base sur la vitesse, les duels. Il aime bien jouer en profondeur, plonger dans les espaces ou décrocher pour participer au jeu. Il devient meilleur buteur de la réserve stéphanoise avec 7 buts inscrits.
Au début de la saison 2009-2010, Alain Perrin le convoque pour lui dire qu'il ne compte plus sur lui comme attaquant mais, au vu de ses capacités physiques, qu'il allait le replacer au poste de latéral droit. Lors de la saison 2009-2010, il joue donc arrière droit, en réserve, et en étant appelé dans le groupe pro pour le match contre Bordeaux.
Il fait sa première apparition en Ligue 1 à son nouveau poste d'arrière droit le 7 novembre 2009 lors de la 13e journée contre l'AS Nancy-Lorraine : il entre en jeu à la 16e minute à la suite de la blessure de Cédric Varrault.
Ce repositionnement ne convainc personne à Saint-Étienne. Le 3 août 2010, l'ASSE annonce avoir trouvé un accord avec le Grenoble Foot 38, club de Ligue 2 pour transférer le joueur au prix dérisoire de 5 000 euros.
Le 6 août, il dispute son premier match officiel sous les couleurs iséroises au stade des Alpes contre les normands du HAC, et inscrit un but à la 66e minute sur une passe de Danijel Ljuboja. La saison du club est très mauvaise, ce dernier s'installant dans la zone de relégation à partir de la 7e journée pour ne plus la quitter. Très peu utilisé comme titulaire, il remplace tout au long de l'année successivement Yohann Lasimant puis Jean-Jacques Mandrichi sans jamais réussir à s'imposer. Le GF38 est officiellement relégué en National puis relégué administrativement à la suite du dépôt de bilan du club. Heldon Dos Reis est, comme le reste de l'effectif, libéré de son contrat professionnel.
À la fin du mercato d'été 2011, il s'engage pour 2 ans avec le club chypriote d'Apollon Limassol. Il y retrouve un ancien grenoblois en la personne de Samuel Néva. Il joue son premier match le 11 septembre 2011 lors de la défaite 1-4 face au club d'Anagennisi Dherynia (en). Il entre à la 59e minute en remplacement d'Ousmane Cissokho.
Il n'y joue que 5 matchs, en effet, l'entraineur qui l'a recruté, Didier Ollé-Nicolle, quitte le club chypriote pour l'USM Alger et le nouvel entraineur, Hagen Reeck, ne compte pas sur lui. Il résilie alors son contrat le 30 décembre 2011.
En septembre 2013, il signe un contrat de 2 ans au Lokomotiv Sofia où il joue au poste d'arrière droit. Après 2 saisons plutôt réussies au Lokomotiv, où il est la plupart du temps titularisé, il décide de prolonger l'aventure bulgare d'un an, en signant au Litex Lovetch.